# Яїково
Яї́ково (рос. Яиково) — присілок у складі Червоногвардійського району Оренбурзької області, Росія.
Стара назва — Верхньояїково.

## Населення
Населення — 194 особи (2010; 208 у 2002).
Національний склад (станом на 2002 рік):
- башкири — 94 %